# Kouza
Kouza war ein Volumenmaß auf Zypern für trockene Ware.
- 1 Kouza = 10,2 Liter

Die Maßkette war
- 1 Kouza = 2 Kartos = 8 Oke = 10 Cass/Caß/Käs
  - 1 Oke = 1,27855 Kubikdezimeter